# Gretta di Patigno
Gretta di Patigno è un antico insediamento preistorico e probabilmente anche altomedievale, situato nel Comune di Zeri (MS), realizzato sulla sommità di un dorso roccioso denominato "Gretta". 

Sono evidenti le tracce di modificazioni morfologiche prodotte dall'uomo nell'intento di accentuare le asperità del luogo e quindi le sue difese naturali. Particolarmente evidente è uno scavo nel crinale roccioso inteso ad interrompere la continuità del dorso ed isolarne l'area sommitale. 